# 葡萄牙王位繼承戰爭
葡萄牙王位繼承戰爭發生於1580年至1583年，係因葡萄牙國王塞巴斯蒂安在三王戰役陣亡，引發葡萄牙絕嗣，以及後續的葡萄牙王位繼承危機所導致的結果。交戰雙方為兩位主要的葡萄牙王位覬覦者：一位是在幾個城鎮都被宣布為葡萄牙國王的安东尼奥，另一位則是前者最大的表弟西班牙的腓力二世，後者最終成功奪位，成為葡萄牙的腓利一世。

## 紅衣主教登基
塞巴斯提安於1578年災難性的三王戰役中戰死後，他的叔公紅衣主教恩里克樞機立即還俗繼承了葡萄牙王位。恩里克欲娶妻生子而讓阿維斯王朝能有後裔傳位。但當時的教宗額我略十三世與哈布斯堡王室關係良好，所以不准他娶妻。兩年後，這位過渡性質的主教國王駕崩了，也未任命攝政委員會來選出新君。

## 王位覬覦者
葡萄牙的貴族們相當擔心能否維持他們的獨立地位，並尋求幫助以擁立一個新王。但這次葡萄牙王位被數人覬覦，而陷入爭議，其中包含了布拉干薩公爵夫人卡塔琳娜（1540年–1614年）、她的姨甥帕爾瑪公爵世孙拉納科西奧一世·法爾內塞、西班牙的腓力二世以及克拉圖修道長安東尼奧。雖然公爵夫人的後裔約翰四世在1640年取得王位後，讓她也被哈布斯堡家族承認了其正統地位，但在她爭奪王位的當時，她只是幾個可能的繼位者之一。根據封建制度的習慣，公爵夫人她已故的姐姐的兒子──義大利人拉納科西奧是最接近的繼承人，然後是拉納科西奧的弟弟和姐姐，然后是公爵夫人本人，再來緊接著他們後面的，便是西班牙國王腓力二世。腓力二世的母親雖然是葡萄牙人，但他本人卻是外國人，他的外祖父是曾任葡萄牙國王的曼紐一世；而安東尼奧雖然是曼紐一世的父系孫子，但卻是庶出的孫子，在歐洲，非婚生子女是沒有繼承權的。
帕爾馬和皮亞琴察的世襲公爵世孙拉納科西奧·法爾內塞（1569年–1622年）是基馬拉斯公爵杜阿爾特已故長女的兒子，而基馬拉斯公爵是曼紐一世的兒子，因此根據封建制度的習慣，拉納科西奧是當時葡萄牙王位繼承順序的第一位。他的雙親分別是帕爾馬和皮亞琴察公爵亞歷桑德羅·法爾內塞及基馬拉斯公主瑪麗亞。拉納科西奧伯外公恩里克一世的逝世，引發了各方對葡萄牙王位的爭奪戰，當年他年僅11歲。然而他父親是另一位競爭者西班牙國王腓力二世的盟友和外甥，因此當時拉納科西奧的權利並沒有被強行宣稱，而他後來也在1592年即位為帕爾瑪公爵。
與此不同的，拉納科西奧的小阿姨布拉干薩公爵夫人卡塔琳娜卻是野心勃勃宣稱了王位，然而卻失敗。公爵夫人凱瑟琳的丈夫是布拉干薩公爵約翰一世，後者是已故布拉干薩公爵海梅的孫子，同時也是葡萄牙王室合法的後裔，因為海梅是維塞烏公主伊莎貝拉的兒子，而伊莎貝拉正是曼紐一世的姐姐，她的父親是前葡萄牙國王杜阿爾特一世的第二子維塞烏公爵費迪南德。公爵夫人亦有一子：狄奧多西二世，後者將會成為她頭銜與王位的繼承人。因為公爵夫人的丈夫擁有合法的後裔的身份，她的王位宣稱相對來說比較有力，也因此他們將共有頭銜以保王位。除此之外，公爵夫人當時住在葡萄牙而非身處國外，再加上她當時年齡已經40歲，而非是未成年，這些條件都再再加強了公爵夫人宣稱的力道。但由於葡萄牙在此前的歷史上並未出現過普遍承認的女王，她的性別屬於競爭王位上的劣勢，同時她又是第二個女兒，因此根據族譜來說在她前面還有優先序位的王位宣稱人。

西班牙的腓力二世作為葡萄牙國王的紋章

而根據舊有的封建制度習慣，葡萄牙的王位繼承順序應如下：
- 帕爾馬公爵世孙拉納科西奧·法爾內塞（他是基馬拉斯公主瑪麗亞（英语：Infanta Maria of Guimarães）的兒子、瑪麗亞公主是基馬拉斯公爵杜阿爾特最年長的女兒）及其后裔，然后是其弟弟及其后裔、姐姐及其后裔。
- 布拉干薩公爵夫人凱瑟琳（基馬拉斯公爵杜阿爾特最小的女兒、瑪麗亞（英语：Infanta Maria of Guimarães）最小的妹妹）及其後代
- 西班牙的腓力二世（葡萄牙的伊莎貝拉之子、而伊莎貝拉是曼紐一世最年長的女兒）及其小孩
- 神聖羅馬帝國皇后瑪麗亞及她的小孩（葡萄牙的伊莎貝拉之女、腓力二世的妹妹）
- 薩伏依公爵伊曼紐爾·菲利貝托（葡萄牙公主貝特里絲之子、貝特里絲是曼紐一世最小的女兒）及其小孩
- 布拉干薩公爵約翰一世（公爵夫人凱瑟琳的丈夫、維塞烏公主伊莎貝拉（英语：Isabel of Viseu）曾孫、伊莎貝拉是曼紐一世最小的妹妹）及其小孩

## 繼承之爭
兩大主要爭奪王位繼承權的安东尼奥和腓力都是前葡萄牙國王曼紐一世的孫子／外孙：
- 安東尼奧在葡萄牙本土以及整個新生的葡萄牙帝國都獲得廣泛支持，這部分要歸因於他在葡萄牙的生活。然而他對王位的宣稱，卻是來自於庶子的繼承線，因為他是他父親貝雅公爵路易斯（英语：Louis, Duke of Beja）非婚生之子，從而讓他成為私生的孫子。
- 與此相反的，腓力是長孫，但他是從他母親葡萄牙的伊莎貝拉繼承線而來的外孫。雖然他大多時間都在西班牙，但西班牙高層貴族及教會均支持西班牙國王腓力二世的宣稱。

## 戰爭
1580年7月24日，安東尼奧在聖塔倫宣布自己為葡萄牙及阿爾加維國王，隨後在國內數個地方都受到人民的歡迎。然而他統治葡萄牙本土僅33天，最終在8月25日的阿爾坎塔拉戰役中，被阿爾瓦公爵费南多率領的西班牙軍隊所擊敗而告終。這場戰役中，西班牙哈布斯堡王朝在陸戰和海戰都取得了決定性的勝利，费南多公爵更在兩天後攻占里斯本。
1581年初，安東尼奧出逃法國，又因腓力二世的部隊還未佔領亞速群島，前者因此在皮埃羅·史特羅齊所帶領的眾多法國冒險家護送下航行至該地，但是在1582年7月26日，在聖米格爾島附近的蓬塔德爾加達戰役中，聖克魯茲侯爵阿爾瓦羅·德·巴贊指揮的西班牙艦隊在海戰中完全擊敗了他們。

## 後續發展
西班牙在快速征服亞速群島後，完成了西葡兩國的聯盟合併。西王腓力二世被承認為葡萄牙的腓力一世，並在1581年被托馬爾的葡萄牙柯提斯承認為阿爾加維的國王。西葡合併後的的王國聯盟（葡萄牙保留形式上的獨立以及自治管理的權力），一直持續到了1640年的葡萄牙王政復辟戰爭才告終。

## 註腳

### 註解
1. ↑  恩里克曾於1557年後成為塞巴斯提安的攝政
2. ↑  甚至是作為臣子
3. ↑  他是第一代布拉干薩公爵阿方索的父系後代，而後者正是約翰一世的私生子
4. ↑  服役於法軍的流亡佛羅倫斯人